# Lipopterocis
Lipopterocis là một chi bọ cánh cứng trong họ Ciidae.

## Các loài
- Lipopterocis simplex Miyatake, 1954